# Grigori Tseitin
Grigori Samuilovitch Tseitin (en russe : Григорий Самуилович Цейтин), né le 15 novembre 1936 à Léningrad, URSS, décédé le 27 août 2022 à Campbell, Californie, États-Unis) est un mathématicien et informaticien russe, qui a déménagé aux États-Unis en 1999. Il est surtout connu pour la transformation de Tseitin utilisée dans les solveurs SAT (en), les tautologies Tseitin utilisées dans la théorie de la complexité de la preuve et pour ses travaux sur Algol 68.

## Biographie
Tseitin étudie les mathématiques à l'Université d'État de Leningrad (aujourd'hui l'Université d'État de Saint-Pétersbourg) en 1951-1956. Il obtient son doctorat en 1960 avec une thèse sur les "Opérateurs algorithmiques sur des espaces métriques séparables complets constructifs". En 1968, il obtient le doctorat russe (correspondant à une habilitation) de la même université. De 1960 à 2000, Tseitin travaille à l'Institut de recherche scientifique Smirnov en mathématiques et mécanique et enseigne des cours d'informatique à son alma mater.
En 2006, Tseitin est reconnu scientifique émérite par l'Association for Computing Machinery (ACM).

## Publications
- G.S. Tseitin. "On the complexity of derivation in propositional calculus" dans: J. Siekmann et G. Wrightson, éditeurs, Automation of Reasoning 2: Classical Papers on Computational Logic 1967–1970, S. 466–483. Berlin, Heidelberg, 1983.